# Comisión Investigadora de Atentados a Periodistas
La Comisión de Investigación de Atentados a Periodistas (CIAP), es un organismo regional fundado en 1991 por la Federación Latinoamericana de Periodistas (Felap) y la Organización Internacional de Periodistas (OIP). La CIAP-FELAP fue puesta en marcha como respuesta a la preocupación en torno de la seguridad y protección en el hemisferio de estos trabajadores en Latinoamérica y el Caribe. Los asesinatos, desapariciones, atentados, agresiones y violaciones a los derechos humanos en el ejercicio de la profesión hacen de la CIAP-FELAP un organismo puntual en la elaboración de una política de permanente denuncia.

## Integrantes de la Comisión

### Comisión Investigadora de Atentados a Periodistas (CIAP-FELAP)
- Ernesto Carmona Ulloa (Chile) (Presidente CIAP-FELAP)
- José Dos Santos (Cuba) (Director Ejecutivo)
- José Antonio Calcáneo Collado (México) (Secretario Ejecutivo)

### Delegados de la CIAP-FELAP
- Freddy Morales (Bolivia)
- Hernán Uribe Ortega (Chile)
- Víctor Hugo de León (Guatemala)
- Irma Franco (Nicaragua)
- Walter Caimí (Uruguay)

También son miembros:
- Eleazar Díaz Rangel, periodista (Venezuela);
- Miguel Concha, sacerdote (México);
- Iván Canelas, periodista (Bolivia);
- Rigoberta Menchú, Premio Nobel de la Paz (Guatemala);
- Adolfo Pérez Esquivel, Premio Nobel de la Paz (Argentina);
- Carlos Tunnermann, abogado (Nicaragua); y
- Ernesto Vera, periodista (Cuba).

## Atentados en Latinoamérica
Casos de atentados a periodistas y trabajadores de la prensa de Latinoamérica en el primer semestre de 2013:
- En Río de Janeiro, el 8 de enero, Renato Machado Goncalves fue acribillado por una pareja en moticicleta.[2]

- En Honduras, Aníbal Barrow (58 años), fue secuestrado y muerto el 24 de junio en San Pedro de Sula.[3][4][5][6]

- En la frontera entre Colombia y Perú, la brasileña Lana Micol Cirino Fonseca, fue muerta a disparos en la puerta de su casa en Tabatinga el 26 de mayo.[7]

- En México, 4 de mayo, la muerte de Alfredo (20 años) y Diego (21 años), hijos de los periodistas David Páramo Chávez y Martha González, en Chihuahua.[8][9][10]

- En Jutiapa (Guatemala), frontera con El Salvador, el 20 de marzo 2013 fue asesinado a balazos Jaime Napoleón Jarquin Duarte.[11]

- En Guatemala, 9 de abril, fue asesinado Luis Alberto Lemus Ruano, vicepresidente de la asociación de periodistas Jutiapanecos.[12][13]

- En Río de Janeiro, Brasil, José Roberto Ornelas de Lemos (45 años), fue muerto con 40 disparos desde un coche durante mayo.[14][15][16]

- En Minas Gerais, el 8 de marzo, Rodrigo Neto (38 años) fue muerto a disparos.[17]

- En Coronel Fabriciano, Río de Janeiro, Walgney Assis Carvalho, fue muerto el 14 de abril luego de identificar al asesino de Neto de Faria.[18][19]

- En Jaguaribe (Fortaleza, Brasil), el 22 de febrero, Mafaldo Bezerra Gois (51 años) fue asesinado de cinco disparos por sicarios en una moto.[20][21][22]